# Tmesisternus insularis
Tmesisternus insularis là một loài bọ cánh cứng trong họ Cerambycidae.